# ハポエル・ペタク・チクヴァFC
ハポエル・ペタク・チクヴァFC（ヘブライ語: הפועל פתח תקווה, 英語: Hapoel Petah Tikva）は、イスラエルのペタク・チクヴァをホームタウンとするサッカークラブである。
1950年代から1960年代にかけてが最も成功した時期であり、イスラエル・プレミアリーグで6回、グヴィア・ハメディナで1回優勝した。リーグ5連覇は国内最多記録であり、1954年から1968年までの14年間はリーグで3位以内をキープしていた。1963年以降はリーグ優勝から遠ざかっている。

## 歴史

### 初期
ハポエル・ペタク・チクヴァは1926年に設立され、サッカー部門は1934年に設立された。クラブは1938年に2部リーグに昇格し、アバルバネル通りに新しいスタジアムが建設されてから2年後の1941-42シーズンに1部に昇格した。1945年、カップ戦準決勝でマッカビ・ペタク・チクヴァFCで破り、初のタイトル獲得に近づいたが、決勝ではハポエル・テルアビブFCに0-1で敗れた。

### 黄金期（1954年∼1968年）
1955年に初のリーグ優勝のタイトルを獲得し、テルアビブ以外で優勝した最初のクラブとなった。モーシェ・ヴァロンが監督を務め、ナフム・ステルマフが26試合で28得点を挙げ、得点王に輝いた。カップ戦は決勝でマッカビ・テルアビブFCに1-3で敗れ、二冠は逃した。
2年後の1957年、決勝でマッカビ・ヤッファFCを2-1で破り、グヴィア・ハメディナ初優勝を果たした。リーグ戦では3年連続の2位を経て、1959年に2度目の優勝を果たした。その後1963年までリーグ戦5連覇を達成した。当時はジャッキー・ギボンズ（イングランド）、モルナール・イグナーツ（ハンガリー）、ミオドラグ・ヨヴァノヴィッチ（ユーゴスラビア）といった国外出身の監督が率いていた。
1961年にはインターナショナル・サッカーリーグに招待された。
1954年から1968年までの14年間で、リーグ戦で6回優勝し、一度も4位以下に落ちず、カップ戦では決勝に5回進出した。

### 低迷期（1969年∼1987年）
1969年、1部リーグに昇格して以来、初めて順位表の下位に位置することになった。主力選手たちが引退し、1970年代前半にはもはや優勝候補ではなくなり、何度も降格の危機に直面した。この年代でタイトル獲得の唯一のチャンスは1974年で、カップ戦決勝に進出したがハポエル・ハイファFCに敗れた。1週間前にペタク・チクヴァで行われた準決勝のベイタル・エルサレムFC戦では、ベイタルのサポーターがピッチに侵入し、ハポエルの選手やサポーターを襲撃するという暴力事件が発生していた。
1976年、クラブは初の2部降格となった。このシーズンはイスラエルリーグで4チームが1部から降格となった唯一のシーズンであり、シーズン最終日に4番目の降格チームとなることが決まった。
1979年に1部に復帰するまで3年間を2部で過ごした。3年後の1982年にリーグ最下位となり、再び降格した。1984年に昇格を勝ち取り、再び1部に復帰した。この頃、クラブは持ち直しの兆しを見せ、ギオラ・シュピーゲル、ドロール・バル・ヌール監督が今後数年間に向けて強固な基盤を築いた。

### 立ち直り（1988年∼2002年）
1980年代後半、クラブは再びイスラエル有数のサッカークラブの1つになった。1987年からの5シーズンはアヴラム・グラントがチームを率いた。1989年から1991年にかけて、7回目のリーグ優勝に手が届きかけたが、3年連続で2位に終わった。1991年は優勝したマッカビ・ハイファFCとはわずか勝ち点1の差だった。両クラブが対戦したシーズン終盤の重要な試合では、ハポエルが決めた2ゴールが主審のハイム・リプコヴィッチによって取り消され、物議を醸した。この試合は結局0-0の引き分けとなり、ハポエルはタイトルを逃した。
翌年、リーグ戦では4位に落ちたが、グヴィア・ハメディナでマッカビ・テルアビブFCを3-1で破り、再び大きなタイトルを獲得した。その後、イスラエル国内のクラブとしては初めてUEFAカップウィナーズカップに参加した。ホームでフェイエノールトに2-1で勝利したが、アウェーでは0-1で敗れ敗退となった。国内のクラブがUEFAの大会でヨーロッパの主要クラブに勝利するのは初めてのことであった。
1996年、クラブは実業家のメイア・シャミールによって買収された。1997年、リーグ戦を2位で終え、初めてUEFAヨーロッパリーグに出場した。2000年も好調で、優勝争いをしたものの、最終的には3位に終わった。強力な選手層と優れたユースチームを擁し、1988年から2002年にかけての15シーズンのうちリーグで下位だったのは1シーズンだけであった。しかし、好調は長くは続かなかった。

### 破産と追放（2003年∼2015年）
2003年からチームは徐々に弱体化した。地元出身の選手は他のクラブに売却され、毎年チームの大部分が入れ替わっていた。2007年に2部に降格し、23年続いた1部在籍が途切れた。翌年には1部復帰を果たしたが、経営不振の兆候は明らかだった。
2011年夏、多額の負債が発覚し、経営不振が予想以上に悪化したことが判明し、クラブは破産を申請した。勝ち点9の減点でシーズンをスタートし、再び降格が決まった。2014年に昇格を果たしたが、翌シーズンには再び降格に直面した。

### サポーターによる所有（2016年∼現在）
翌年はさらに悪化し、2部で苦戦した。2018年夏、クラブは再び破産を宣言した。そのため、2019年シーズンを勝ち点11の減点でスタートしたが、それでも降格は免れた。
2019年3月、「ザ・ブルー」というサポーター団体に買収され、ファン所有のチームとなった。2021年は3部降格となる順位でシーズンを終えたが、ハポエル・イクサルFCが財政難のため降格となったことにより、3部降格は免れた。
2022年、イスラエルの実業家アダム・ニューマンがスポンサーになった。
2022-23シーズンを2位で終え、8年ぶりに1部に昇格した。

## タイトル
- リーグ: 6回
- 1954–55, 1958–59, 1959–60, 1960–61, 1961–62, 1962–63

- カップ: 2回
- 1956–57, 1991–92

- リーグカップ: 4回
- 1985–86, 1989–90, 1990–91, 2004–05